# Emma Navarrová
Emma Navarrová (nepřechýleně: Navarro, * 18. května 2001 New York) je americká profesionální tenistka. Ve své dosavadní kariéře na okruhu WTA Tour vyhrála dva singlové turnaje. V rámci okruhu ITF získala sedm titulů ve dvouhře a jednu trofej ve čtyřhře.
Na žebříčku WTA byla ve dvouhře nejvýše klasifikována v září 2024 na 8. místě a ve čtyřhře v srpnu téhož roku na 93. místě. Trénuje ji Peter Ayers.
V americkém týmu Billie Jean King Cupu debutovala v roce 2024 orlandským kvalifikačním kolem proti Belgii, v němž porazila Vandewinkelovou. Američanky zvítězily 4–0 na zápasy. Do listopadu 2024 v soutěži nastoupila k jedinému mezistátnímu utkání s bilancí 1–0 ve dvouhře a 0–0 ve čtyřhře.
Spojené státy americké reprezentovala na Letních olympijských hrách 2024 v Paříži. Ve třetím kole dvouhry podlehla pozdější zlaté medailistce Čeng Čchin-wen z Číny.

## Soukromý život
Narodila se roku 2001 v New Yorku do rodiny podnikatele Benjamina W. Navarra a Kelly Navarrové. Má mladší sestru Meggie a starší bratry Earla s Owenem. Otec se stal zakladatelem a předsedou představenstva finanční společnosti Sherman Financial Group, vlastnící také Credit One Bank. V roce 2004 přesunul firmu do jihokarolínského Charlestonu, kde Emma vyrostla. Roku 2018 koupil největší ženský tenisový turnaj na území Spojených států, Charleston Open, a v roce 2022 se stal vlastníkem Cincinnati Masters. Časopis Forbes majetek otce k září 2024 odhadoval na 1,5 miliardy dolarů.
Na Virginské univerzitě se stala posluchačkou oboru obchod. V prvním ročníku 2020–2021 vyhrála americké univerzitní mistrovství NCAA jako druhá členka virginských Kavalírů po Danielle Collinsové a byla vyhlášena nováčkem roku univerzitní asociace ITA (Intercollegiate Tennis Association).

## Tenisová kariéra
V juniorském tenise si jako osmnáctiletá zahrála finále dvouhry i čtyřhry na French Open 2019. Zatímco ze souboje o singlový titul odešla poražena od 16leté Kanaďanky Leylah Fernandezové, čtyřhru vyhrála s krajankou Chloe Beckovou po vítězství nad Ruskami Alinou Čarajevovou a Anastasijí Tichonovovou. Vylepšily tím semifinálovou účast z US Open 2018 a finále na Australian Open 2019. Již v roce 2018 byla semifinalistkou Orange Bowlu. Na juniorském kombinovaném žebříčku ITF figurovala nejvýše v září 2019 na 3. místě.

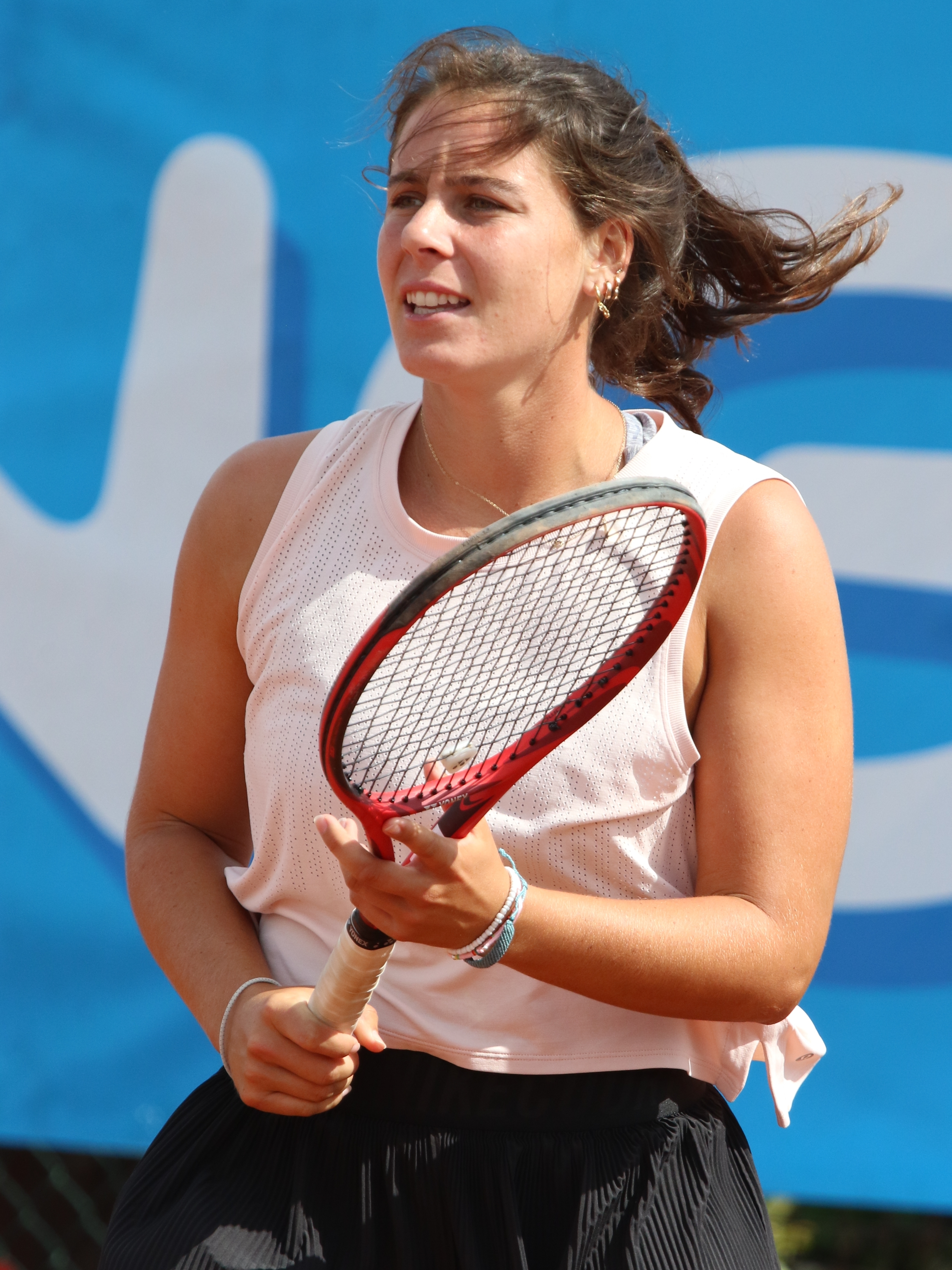
Na turnaji v Biarritzi (2021)

Na okruhu WTA Tour debutovala dubnovým Volvo Car Open 2019 v Charlestonu, když do turnaje vlastněného jejím otcem Benem Navarrem z kategorie Premier získala divoké karty do dvouhry i čtyřhry. Na úvod podlehla Němce Lauře Siegemundové z počátku druhé světové stovky. Ve čtvrtfinále debla s Beckovou nestačily na Lucii Hradeckou a Andreju Klepačovou. Hlavní grandslamovou soutěž si poprvé zahrála opět na divokou kartu ve čtyřhře US Open 2019 po boku krajanky Hailey Baptisteové. Časnou porážku jim přivodily Američanky Kristie Ahnová s Christinou McHaleovou. První singlový zápas vyhrála na Volvo Car Open 2021, když vyřadila Mexičanku Renatu Zarazúovou z poloviny druhé stovky žebříčku. Poté ji porazila světová osmatřicítka Veronika Kuděrmetovová. Další týden se v témže charlestonském areálu konal MUSC Health Women's Open 2021, dodatečně zařazený kvůli koronavirové pandemii. V první fázi jí skrečovala Tereza Martincová. Poté však nestačila až na 499. hráčku klasifikace, 15letou Lindu Fruhvirtovou.
Premiéru v grandslamové dvouhře prožila na US Open 2021, do níž si zajistila divokou kartu vítězstvím na americkém univerzitním mistrovství NCAA. V prvním kole nenašla recept na McHaleovou. Debutové čtvrtfinále dvouhry si zahrála na antukovém Internationaux de Strasbourg 2023, kde zdolala Martincovou a Švýcarku z osmé desítky Jil Teichmannovou. Její cestu soutěží ukončila Anna Blinkovová. O týden později dosáhla první grandslamové výhry na French Open 2023, když vyřadila šťastnou poraženou teenagerku Eriku Andrejevovou. Ve druhém utkání ale podlehla světové dvaačtyřicítce Biance Andreescuové. Přes Podoroskou, Cornetovou a Masárovou prošla do semifinále travnatého Bad Homburg Open 2023, na němž startovala jako náhradnice. Do boje o titul ji však nepustila Kateřina Siniaková. Ve Wimbledonu 2023 utržila časnou porážku od Jekatěriny Alexandrovové. V červenci pak jako nejvýše nasazená postoupila do finále Nordea Open 2023 hraného v sérii WTA 125. V něm ji porazila Srbka Olga Danilovićová.

### 2024: Semifinalistka US Open, premiérový titul WTA a průlom do první světové desítky
První trofej na túře WTA vybojovala ve 22 letech na lednovém Hobart International. Do finále postoupila přes čínskou kvalifikantku Jüan Jüe a v něm zdolala o šest let starší Belgičanku Elise Mertensovou ve třech sadách. Duel proti světové devětadvacítce byl jejich prvním vzájemným zápasem. Po skončení se premiérově posunula do světové třicítky, na 26. příčku. Následně poprvé zasáhla do melbournského grandslamu, Australian Open, do něhož vstoupila třísetovými výhrami nad Wang Si-jü a Elisabettou Cocciarettovou. Ve třetí fázi ji vyřadila ukrajinská kvalifikantka a devadesátá třetí žena klasifikace Dajana Jastremská, která na předchozích sedmi grandslamech nepřešla úvodní kolo. Po vítězných třísetových bitvách s šestnáctou nasazenou Elinou Svitolinovou a světovou dvojkou Arynou Sabalenkovou postoupila na BNP Paribas Open v Indian Wells do prvního kariérního čtvrtfinále v kategorii WTA 1000. Výhra nad Sabalenkovou znamenala její druhé vítězství nad členkou ze světové desítky a první ze světové pětky. Poté ji však vyřadila devátá hráčka pořadí Maria Sakkariová, přestože získala úvodní sadu. V následném vydání žebříčku WTA, v polovině března 2024, debutovala mezi elitní světovou dvacítkou, kterou uzavírala.

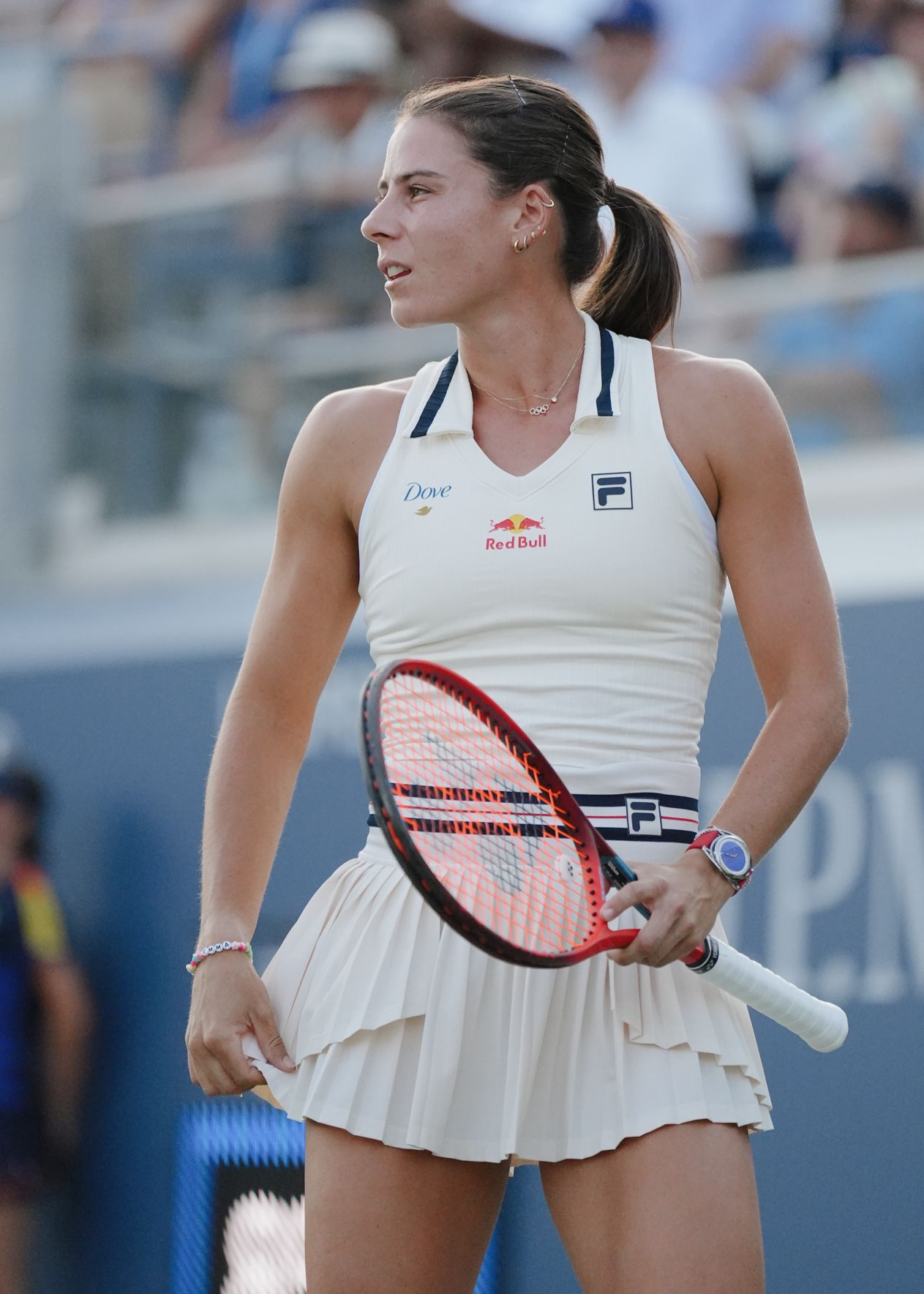
První grandslamové semifinále si zahrála na US Open 2024, po němž debutovala v elitní světové desítce

Na druhém, třetím a čtvrtém majoru sezóny vždy o kolo vylepšila své grandslamové maximum. Do osmifinále nejvyšší kategorie se poprvé probojovala na French Open, po zvládnutí obou tiebreaků proti světové dvanáctce Madison Keysové. Mezi poslední osmičku ji však nepustila druhá žena klasifikace Aryna Sabalenková. V následném vydání žebříčku z 10. června 2024 poprvé figurovala na 17. místě. Travnatou část roku rozehrála na berlínském ecotrans Ladies Open, kde ji časnou porážku přivodila kvalifikantka a třicátá tenistka světa Kateřina Siniaková. Přes Jaqueline Cristianovou, Payton Stearnsovou a Caroline Wozniackou prošla do semifinále Bad Homburg Open, v němž podlehla pozdější vítězce Dianě Šnajderové. Čerstvou porážku Šnajderové oplatila o týden později ve třetí fázi Wimbledonu, do níž postoupila po výhře nad Naomi Ósakaovou. Druhé kariérní i sezónní výhry nad světovou dvojkou dosáhla v londýnském osmifinále, kde vyřadila krajanku Coco Gauffovou. V dalším kole získala jen tři gamy proti italské světové sedmičce Jasmine Paoliniové. V polovině července debutovala na 15. příčce singlové klasifikace.
Na pařížských olympijských hrách v areálu Rolanda Garrose nastoupila do dvouhry jako jedenáctá nasazená. V úvodních dvou kláních porazila Rakušanku Julii Grabherovou i Bulharku Viktoriji Tomovovou, než ji po třísetovém boji přehrála pozdější zlatá medailistka Čeng Čchin-wen z Číny. Letní severoamerickou sérii na betonech rozehrála na torontském National Bank Open, znamenající první účast v semifinále turnaje WTA 1000. Cestou soutěží ji nezastavily Magda Linetteová, světová dvacítka Marta Kosťuková ani šťastná poražená Taylor Townsendová. Před branami finále prohrála s krajankou Amandou Anisimovou z druhé světové stovky. Již v úvodu navazujícího Cincinnati Open skončila na raketě Mirry Andrejevové.
Na závěrečné generálce newyorského grandslamu, mexickém Monterrey Open z kategorie WTA 500, dosáhla další semifinálové účasti. Po volném losu porazila Kolumbijku Camilu Osoriovou z deváté desítky. Jako první hráčka sezóny tak vyhrála sedmnáctý třísetový zápas, z dvaceti pěti odehraných. Po zvládnutém průběhu s Polkou Magdalenou Frechovou ji mezi poslední čtyřkou vyřadila pozdější vítězka Linda Nosková. Zisk bodů ji 26. srpna 2024 poprvé posunul na 12. místo žebříčku. Na cestě do prvního grandslamového semifinále, na US Open ve Flushing Meadows, postupně vyřadila Annu Blinkovovou, Arantxu Rusovou, devatenáctou ženu pořadí Kosťukovou a ve čtvrtém kole obhájkyni titulu a světovou trojku Coco Gauffovou. Ve čtvrtfinále zdolala Španělku Paulu Badosovou z konce třetí desítky, než ji v dalším utkání zastavila pozdější šampionka a světová dvojka Aryna Sabalenková. Ve druhé sadě přitom nevyužila vedení gamů 5–3. V následném vydání žebříčku z 9. září 2024 debutovala ve 23 letech v první světové desítce, na 8. místě. Učinila tak další žebříčkový průlom, po prvním posunu do Top 100 v květnu 2023.
Na podzimním China Open ji po volném losu zastavila Čang Šuaj z šesté stovky žebříčku. Číňanka přitom do Pekingu přicestovala se šňůrou 24 porážek, druhou nejdelší sérií proher v otevřené éře. Rovněž na Wuhan Open nezvládla vstup do turnaje a podlehla dvacáté sedmé ženě klasifikace Magdě Linetteové po třísetovém průběhu. Polka tak dosáhla první výhry nad členkou Top 10. Jako světová osmička měla blízko k účasti na Turnaji mistryň, rijádskému WTA Finals 2024. Poslední osmé účastnické místo ale připadlo až dvanácté v pořadí Krejčíkové, která se kvalifikovala díky zisku grandslamové trofeje ve Wimbledonu a postavení do 20. místa. Navarrová odmítla pozici náhradnice, když se necítila být zcela zotavena po proběhlé nemoci.
V prosinci ji Ženská tenisová asociace vyhlásila hráčkou s největším zlepšením pro sezónu 2024.

### 2025: První titul v kategorii WTA 500
Do sezóny vstoupila časným vyřazením na Brisbane International od australské jedničky Kimberly Birrellové z počátku druhé světové stovky. Přes Alexandrovovou prošla do čtvrtfinále Adelaide International, v němž nenašla recept na hráčku třetí světové desítky, Ljudmilu Samsonovovou. Na Australian Open vylepšila maximum třetího kola účastí ve čtvrtfinále. Na cestě do něj svedla čtyři třísetová klání, v nichž porazila Peyton Stearnsovou, Wang Si-jü, Ons Džabúrovou a světovou desítku Darju Kasatkinovou. Od počátku sezóny 2024 dospělo 41,9 % jejích zápasů do třetí, rozhodující sady, což znamenalo nejvyšší podíl takových duelů z hráček Top 10. Do semifinále ji však nepustila světová dvojka Iga Świąteková, na níž uhrála jen tři gamy.
Během února vypadla v rané fázi arabských turnajů, druhém kole Qatar Open s Leylah Fernandezovou a třetí fázi Dubai Tennis Championships se Soranou Cirsteaovou, hrající z pozice 89. ženy pořadí na divokou kartu. Po přesunu do Mexika získala druhou kariérní trofej na Mérida Open Akron, poprvé konaném v kategorii WTA 500. Na túře WTA startovala poprvé jako nejvýše nasazená. Po volném losu ji na cestě do finále nezastavily chorvatská kvalifikantka Petra Martićová, turecká obhájkyně titulu Zeynep Sönmezová ani nejvýše postavená soupeřka – světová pětačtyřicítka Elina Avanesjanová z Arménie. V závěrečném duelu deklasovala za 55 minut kolumbijskou kvalifikantku Emilianu Arangovou dvěma „kanáry“. Ve 21. století se stala pátou šampionkou, která finálové soupeřce nedovolila uhrát ani jeden game. Naposledy předtím k tomu došlo na Italian Open 2021. Posunem na 8. příčku žebříčku vyrovnala své předchozí maximum. Američanky tak měly 3. března 2025 poprvé od listopadu 2003 čtyři hráčky v první světové osmičce. Ve druhém kole březnového BNP Paribas Open oplatila únorovou porážku Cirsteaové, ačkoli Rumunce ve třetí sadě, za stavu 3–5, odvrátila dva mečboly.

## Finále na okruhu WTA Tour

### Dvouhra: 2 (2–0)
| Legenda            |
| ------------------ |
| Grand Slam (0)     |
| Turnaj mistryň (0) |
| WTA 1000 (0)       |
| WTA 500 (1–0)      |
| WTA 250 (1–0)      |

| Stav    | č. | datum       | turnaj            | kategorie | povrch | soupeřka ve finále | výsledek      |
| ------- | -- | ----------- | ----------------- | --------- | ------ | ------------------ | ------------- |
| Vítězka | 1. | leden 2024  | Hobart, Austrálie | WTA 250   | tvrdý  | Elise Mertensová   | 6–1, 4–6, 7–5 |
| Vítězka | 2. | březen 2025 | Mérida, Mexiko    | WTA 500   | tvrdý  | Emiliana Arangová  | 6–0, 6–0      |

## Finále série WTA 125

### Dvouhra: 2 (0–2)
| Legenda       |
| ------------- |
| WTA 125 (0–2) |

| Stav       | č. | datum         | turnaj          | povrch | soupeřka ve finále | výsledek           |
| ---------- | -- | ------------- | --------------- | ------ | ------------------ | ------------------ |
| Finalistka | 1. | červenec 2023 | Båstad, Švédsko | antuka | Olga Danilovićová  | 6–7(4–7), 6–3, 3–6 |
| Finalistka | 2. | květen 2024   | Paříž, Francie  | antuka | Diana Šnajderová   | 2–6, 6–3, 4–6      |

## Tituly na okruhu ITF
| Legenda         | Legenda         |
| --------------- | --------------- |
| Turnaje W100    | Turnaje W80     |
| Turnaje W75/W60 | Turnaje W50     |
| Turnaje W35/W25 | Turnaje W15/W10 |

### Dvouhra (7 titulů)
| Č. | datum         | turnaj                         | kategorie | povrch | poražená finalistka | výsledek      |
| -- | ------------- | ------------------------------ | --------- | ------ | ------------------- | ------------- |
| 1. | listopad 2021 | Orlando, Spojené státy         | W25       | antuka | Allie Kiicková      | 3–6, 6–2, 6–3 |
| 2. | červenec 2022 | Liepāja, Lotyšsko              | W60       | antuka | Jüan Jüe            | 6–4, 6–4      |
| 3. | leden 2023    | Naples, Spojené státy          | W25       | tvrdý  | Peyton Stearnsová   | 6–3, 7–5      |
| 4. | duben 2023    | Charleston, Spojené státy      | W100      | antuka | Peyton Stearnsová   | 2–6, 6–2, 7–5 |
| 5. | duben 2023    | Charlottesville, Spojené státy | W60       | antuka | Ashlyn Kruegerová   | 6–4, 6–4      |
| 6. | říjen 2023    | Tyler, Spojené státy           | W80       | tvrdý  | Kayla Dayová        | 6–3, 6–4      |
| 7. | listopad 2023 | Charleston, Spojené státy (2)  | W100      | antuka | Panna Udvardyová    | 6–1, 6–1      |

### Čtyřhra (1 titul)
| Č. | datum      | turnaj                    | kategorie | povrch | spoluhráčka   | poražené finalistky                  | výsledek |
| -- | ---------- | ------------------------- | --------- | ------ | ------------- | ------------------------------------ | -------- |
| 1. | říjen 2017 | Charleston, Spojené státy | W15       | antuka | Chloe Becková | Xenija Kuzněcovová María Martínezová | 6–1, 6–4 |

## Finále na juniorském Grand Slamu

### Dvouhra juniorek: 1 (0–1)
| Stav       | rok  | turnaj      | povrch | soupeřka ve finále  | výsledek |
| ---------- | ---- | ----------- | ------ | ------------------- | -------- |
| Finalistka | 2019 | French Open | antuka | Leylah Fernandezová | 3–6, 2–6 |

### Čtyřhra juniorek: 2 (1–1)
| Stav       | rok  | turnaj          | povrch | spoluhráčka   | soupeřky ve finále                      | výsledek |
| ---------- | ---- | --------------- | ------ | ------------- | --------------------------------------- | -------- |
| Finalistka | 2019 | Australian Open | tvrdý  | Chloe Becková | Adrienn Nagyová Nacumi Kawagučiová      | 4–6, 4–6 |
| Vítězka    | 2019 | French Open     | antuka | Chloe Becková | Alina Čarajevová Anastasija Tichonovová | 6–1, 6–2 |